# Прохоровка
Прохоровка је варошица градског типа, административни центар Прохоровског региона Белгородске области Русије. Смештена на северу области, на обали реке Псел, 56 километара од обласног центра. Кроз Прохоровку пролази железничка пруга на релацији Курск - Белгород.
Број становника - 9.800 (2005)
Први пут се помиње као насељено место у историјским документима у XVII веку. Место је до победе револуције у Русији носило назив Александровски, у част императора Александра II.
У јулу 1943. године у рејону Прохоровке одиграла се велика тенковска битка, у оквиру Курске битке — са обе стране (Немачка и Совјетски Савез) учествовало је око 1.200 тенкова и самоходних топова.
Године 1995. основан је државни војно-историјски музеј-резерват „Прохоровско поље“, укључујући меморијал и место где се збила Прохоровска тенковска битка у склопу Курске битке.
У Прохоровки се налазе: фабрике за производњу маргарина и јестивог уља, фабрика шпиритуса, фабрика за производњу квасца, прехрамбени комбинат (кобасице, месо), фабрика цигле и опеке и две асфалтне базе.

## Становништво
| 1970. | 1979. | 1989. | 2002.  | 2010. |
| ----- | ----- | ----- | ------ | ----- |
| 6.418 | 6.859 | 8.093 | 10.007 | 9.761 |